# Chorvatsko-bosňácká válka
Chorvatsko-bosňácká válka byl konflikt mezi Republikou Bosna a Hercegovina a Chorvatskou republikou Herceg-Bosna, podporovanou Chorvatskem. Konflikt trval od 18. října 1992 do 23. února 1994. Bývá označován jako „válka ve válce“, protože byl součástí větší bosenské války. Na počátku spolu Armáda Republiky Bosna a Hercegovina a Chorvatská rada obrany (HVO) bojovaly v alianci proti Jugoslávské lidové armádě (JNA) a Armádě Republiky srbské (VRS). Do konce roku 1992 však napětí mezi Bosňáky a bosenskými Chorvaty vzrostlo. K prvním ozbrojeným incidentům mezi nimi došlo v říjnu 1992 ve střední Bosně. Vojenská aliance pokračovala až do začátku roku 1993, kdy se většinou rozpadla a oba bývalí spojenci se zapojili do otevřeného konfliktu.
Chorvatsko-bosňácká válka eskalovala ve střední Bosně a brzy se rozšířila do Hercegoviny, přičemž většina bojů se odehrávala v těchto dvou oblastech. Válka se obecně skládala ze sporadických konfliktů s četnými krátkými příměřími. Mezi Bosňáky a Chorvaty se však nejednalo o totální válku a v jiných regionech zůstali spojenci – především v Bihaći, Sarajevu a Tešanji. Během války navrhlo mezinárodní společenství několik mírových plánů, ale každý z nich selhal. 23. února 1994 bylo dohodnuto trvalé příměří a 18. března 1994 byla ve Washingtonu podepsána dohoda o ukončení nepřátelských akcí, do té doby měla Chorvatská rada obrany značné územní ztráty. Dohoda vedla k založení Federace Bosny a Hercegoviny a obnovení společných operací proti srbským silám, což pomohlo změnit vojenskou rovnováhu a ukončit bosenskou válku.
Mezinárodní trestní tribunál pro bývalou Jugoslávii (ICTY) odsoudil 17 bosenských Chorvatů, šest z nich za účast s chorvatským prezidentem Franjo Tuđmanem a dalšími nejvyššími chorvatskými představiteli ve společném zločinném podniku, který se snažil anektovat nebo kontrolovat většinu chorvatských částí Bosny a Hercegoviny a etnicky je vyčistit od Bosňáků. Dva bosenští představitelé byli rovněž odsouzeni za válečné zločiny spáchané během konfliktu. ICTY rozhodl, že Chorvatsko má celkovou kontrolu nad Chorvatskou radou obrany a že chorvatská armáda vstoupila do Bosny, čímž se konflikt stal mezinárodním.